# Erica rigidula
Erica rigidula är en ljungväxtart som först beskrevs av Nicholas Edward Brown, och fick sitt nu gällande namn av E.G.H. Oliver. Erica rigidula ingår i släktet klockljungssläktet, och familjen ljungväxter. Inga underarter finns listade i Catalogue of Life.